# Клерки 2
«Клерки 2» (англ. Clerks II) — американский художественный фильм 2006 года, поставленный режиссёром Кевином Смитом по собственному сценарию. Сиквел фильма «Клерки». В отличие от первой части снят на цветную плёнку. В нём играют те же актёры: Брайан О’Хэллоран, Джефф Андерсон, Джейсон Мьюз.
Подобно оригиналу, фильм представляет собой набор сцен, рассказывающих об одном дне из жизни продавцов Данте Хикса и Рэндала Грейвза. Равным образом картина изобилует ненормативной лексикой и диалогами на табуированные темы.

## Сюжет
Действие фильма происходит через десять лет после событий первой части. Магазинчик «Продукты по-быстрому» и видеопрокат сгорают в пожаре, когда Рэндал в очередной раз забывает выключить кофейник. В итоге он и Данте вынуждены искать себе новую работу. Друзья устраиваются в закусочную «У Муби», где кроме них работают обворожительная Бекки (менеджер заведения) и придурковатый парень Элайас — объект постоянных шуток и издевательств Рэндала. Джей и Молчаливый Боб также находят себе новое место для тусовки возле фасада «У Муби».
Данте помолвлен со своей бывшей одноклассницей Эммой Бантинг — властной женщиной, которая уже распланировала всю их совместную жизнь на несколько лет вперёд. Эмма ненавидит Нью-Джерси, поэтому на следующий день они с Данте должны навсегда уехать во Флориду, где их ждут дом и готовый бизнес (подарок отца Эммы). Данте, годами мечтавший о переменах в жизни, пытается выглядеть счастливым, но на самом деле он не слишком рад такому повороту событий. Кроме того, по ходу фильма делаются намёки о его романтическом интересе к Бекки, хотя внешне их отношения выглядят как обычная дружба.
Рэндал, желая сделать Данте прощальный подарок, находит в Интернете объявление о шоу «Ослиная оргия» в исполнении Оторвы Келли и Сексуального жеребца. Гвоздём шоу является половой акт с ослом. Полагая, что Келли — это девушка, Рэндал заказывает представление на вечер.
Тем временем «У Муби» посещает Лэнс Даудс — жертва школьных задираний Рэндала, который дал ему кличку Попогурец. Теперь Лэнс миллионер, сделавший состояние на разработке поисковых машин. Узнав, что Данте и Рэндал работают в дешёвой забегаловке, он приходит туда, чтобы поиздеваться над продавцами-неудачниками. Раздосадованный Рэндал просит у Данте машину на полчаса, в итоге они оба едут кататься на картах.
Вернувшись, они обнаруживают длинную очередь и разъярённую Бекки. В разговоре с ней Рэндал неосторожно употребляет выражение «ленивая макака» (англ. porch monkey), чем вызывает гнев чернокожего посетителя. Однако Рэндал не считает это выражение расистским оскорблением, потому что бабушка в детстве называла его именно так. Он хочет «реабилитировать» выражение и с этой целью делает у себя на спине надпись «Ленивая макака пожизненно».
Через какое-то время Бекки находит Данте в зале. Выясняется, что Данте боится предстоящей свадьбы, потому что не умеет танцевать. Бекки вызывается обучить Данте танцевальным движениям, и они поднимаются на крышу. В момент кульминации танца Данте признаётся Бекки, что любит её, а она в свою очередь — что беременна от Данте (ранее у них был случайный секс).
Бекки просит Данте никому не говорить о ребёнке, но тот по привычке всё рассказывает Рэндалу. Узнав об этом, Бекки в гневе уезжает. Заметив, что к «У Муби» подъехал фургон с Оторвой Келли, Рэндал уговаривает Данте броситься на поиски Бекки, чтобы в его отсутствие подготовить сюрприз. Вернувшийся Данте видит дым (элемент шоу), идущий из дверей забегаловки, и в панике вызывает пожарных. Забежав внутрь, он натыкается на целую компанию — Рэндала, Элайаса, Джея и Молчаливого Боба, ожидающих шоу. Данте поневоле присоединяется к зрелищу. Однако «оргия» развивается совсем не так, как рассчитывал Рэндал. Оторва Келли оказывается ослом, а Сексуальный жеребец — полным мужчиной, которого Рэндал ранее принял за сутенёра.
В разгар представления в забегаловку возвращается Бекки. Она шокирована происходящим и в ходе дальнейшего разговора с Данте признаётся ему в любви. В этот момент появляется Эмма, и измена Данте раскрывается. Эмма в ярости разрывает помолвку и уходит. Под занавес шоу приезжают пожарные и полиция. Чернокожий полицейский замечает надпись о «ленивой макаке» на спине у Рэндала, после чего всю компанию (кроме Бекки) сажают в участок. Впрочем, серьёзных оснований для ареста нет, и их должны скоро выпустить.
В камере задержания у друзей происходит напряжённый разговор. Данте обвиняет Рэндала в том, что он разрушил его жизнь, на что Рэндал отвечает, что жизнь Данте и так была разрушена. Он считает, что попытка Данте начать новую жизнь по навязанным Эммой «общепринятым» стандартам была предательством их многолетней дружбы. А нерешительность Данте и его подверженность чужому влиянию привели к тому, что он готов был отказаться от любви Бекки ради жизни «по правилам». Данте издевательски спрашивает, что бы сделал Рэндал на его месте, и получает ответ: им надо выкупить магазин «Продукты по-быстрому», отремонтировать его и открыть собственное дело. Неожиданная идея обескураживает Данте. Однако магазин стоит больших денег, которых нет ни у Данте, ни у Рэндала. В этот момент выясняется, что деньги есть у Джея и Молчаливого Боба (отсылка к событиям фильма «Джей и Молчаливый Боб наносят ответный удар»), которые соглашаются одолжить необходимую сумму. Чтобы развеять последние сомнения Данте, Рэндал признаётся ему в глубокой привязанности и страхе потерять единственного друга.
После выхода из-под ареста Данте делает предложение Бекки, которое она принимает. Вместе с Рэндалом они выкупают магазин с видеопрокатом и отстраивают их заново. Бекки и Элайас нанимаются на работу во вновь открытых заведениях. Фильм заканчивается фразой Данте, который называет сегодняшний день «первым днём всей оставшейся жизни».

## В ролях
| Актёр                  | Роль                     |
| ---------------------- | ------------------------ |
| Брайан О’Халлоран      | Данте Хикс               |
| Джефф Андерсон         | Рэндал Грейвз            |
| Розарио Доусон         | Бекки Скотт              |
| Тревор Фермэн          | Элайас Гровер            |
| Джейсон Мьюз           | Джей                     |
| Кевин Смит             | Молчаливый Боб           |
| Дженнифер Швалбах-Смит | Эмма Бантинг             |
| Скотт Мозье            | обеспокоенный отец       |
| Итан Сапли             | клиент                   |
| Бен Аффлек             | покупатель               |
| Джейсон Ли             | Лэнс Даудс (Попогурец)   |
| Кевин Уайзман          | фанат «Властелина колец» |
| Зак Натсон             | Сексуальный жеребец      |

## Награды
- 2006 — Эдинбургский кинофестиваль
  - Зрительская награда — Кевин Смит

## Саундтрек
1. Talking Heads — Nothing But Flowers
2. King Diamond — Welcome Home
3. King Diamond — Invisible Guests
4. The Jackson 5 — ABC
5. The Smashing Pumpkins — 1979
6. Samantha Fox — Naughty Girls (Need Love Too)
7. Q Lazzarus — Goodbye, Horses
8. Alanis Morissette — Everything
9. All Too Much — Think Fast
10. B. J. Thomas — Raindrops Keep Fallin' On My Head
11. Soul Asylum — Misery